# فريد الجلاد
فريد عبد الله أسعد الجلاد (أبو عبد الله؛ 1 أكتوبر 1944 – )، سياسي وقانوني فلسطيني، ولد في مدينة طولكرم الفلسطينية، يعد أحد أبرز الشخصيات الحقوقية، وكان وزيرًا للعدل الفلسطيني بين عامي 2005 و2006، ورئيسًا لكل من مجلس القضاء الأعلى الفلسطيني والمحكمة العليا الفلسطينية منذ عام 2009 وحتى عام 2014، كما شغل منصب المستشار القانوني للرئيس الفلسطيني محمود عباس.

## نشأته وحياته
ولد فريد عبد الله أسعد الجلاد في مدينة طولكرم بالضفة الغربية بتاريخ 1 أكتوبر 1944، تلقى تعليمه الابتدائي والإعدادي والثانوي في مدارس مدينته طولكرم، وحصل على درجة الدكتوراه في القانون.
في بداية حياته عمل كمحامٍ في طولكرم، وقد استمر على مدى عقود في هذه المهنة.

## أبرز عضوياته
- عضو لجنة إعداد الدستور الفلسطيني.[1]
- عضو مجلس مفوضين الهيئة المستقلة لحقوق الإنسان.[1]
- عضو مجلس أمناء منظمة الحق.[1]
- عضو مجلس منظمة «شمل».[1]
- عضو اللجنة الاستشارية لتطوير القضاء والقانون.[1]
- عضو لجنة الدفاع عن الأراضي بالمناطق الشمالية.[1]
- عضو لجنة المفاوضات الفلسطينية.[1]

## مناصبه
انتخب الجلاد عام 1989 نائبًا لنقيب نقابة المحامين الفلسطينيين، وفي عام 1994 انتخب نقيبًا لها.
أصبح نائبًا لوزير العدل الفلسطيني عام 2003، وفي 14 مايو 2003 عينه الرئيس الفلسطيني ياسر عرفات عضوًا في مجلس القضاء الأعلى الفلسطيني إلى جانب مهامه كنائبًا لوزير العدل، وقد استمر بذلك حتى جرى تكليفه وزيرًا للعدل في الحكومة الفلسطينية التاسعة بتاريخ 24 فبراير 2005 حيث استمر حتى 27 مارس 2006.
في 15 أكتوبر 2009 عينه الرئيس الفلسطيني محمود عباس مستشارًا قانونيًا له. وفي 1 ديسمبر 2009 أصبح الجلاد رئيسًا لكل من مجلس القضاء الأعلى الفلسطيني والمحكمة العليا الفلسطينية عقب تكليفه من الرئيس محمود عباس، واستمر فيهما حتى تقديمه استقالته نهاية مايو 2014.
في 12 يوليو 2015 كلفه الرئيس محمود عباس برئاسة اللجنة الوطنية العليا للتحقيق في جرائم الحرب التي شنتها إسرائيل على قطاع غزة، وفي 25 أغسطس 2015 كلفته الحكومة الفلسطينية برئاسة لجنة التحقيق الوطنية الدولية المستقلة المتعلقة بالتزامات دولة فلسطين بحقوق الإنسان.

## أوسمة
في يوم الجمعة 30 مايو 2014، قلد الرئيس الفلسطيني محمود عباس المستشار الجلاد بوسام نجمة الشرف الفلسطينية من الدرجة العليا في مقر الرئاسة الفلسطينية، وذلك تقديرًا لمسيرته الوطنية.

## وصلات خارجية
- الرئيس الفلسطيني محمود عباس يمنح فريد الجلاد وسام نجمة الشرف من الدرجة العليا بتاريخ 30 مايو 2014 على يوتيوب